# 11月16日
11月16日是阳历一年中的第320天（闰年第321天），离全年的结束还有45天。

## 大事记

### 19世紀以前
- 534年：拜占庭皇帝查士丁尼一世編纂羅馬法的《查士丁尼法典》第二版出版。
- 557年：陈霸先废除梁敬帝，建立陈朝，是為陳武帝。
- 951年：南唐皇帝唐元宗派遣边镐率军消灭马楚。
- 1161年：唐岛之战：南宋李寶所领水师在山东附近唐岛大败蘇保衡、完颜构率领的的金水师，完颜构战死。
- 1272年：在亨利三世逝世後，當時正參與第九次十字軍東征的愛德華一世繼任成為英格蘭國王，其任內英格蘭成功征服威爾斯。
- 1532年：西班牙征服者法蘭西斯克·皮薩羅發動伏擊並擄獲印加帝國統治者阿塔瓦爾帕，象徵西班牙征服印加帝國的開始。
- 1632年：三十年戰爭：吕岑战役，由瑞典皇帝古斯塔夫二世率領之瑞典帝國及新教聯盟部隊於薩克森選侯國呂岑與阿爾布雷希特·馮·華倫斯坦率領之神聖羅馬帝國及天主教聯盟展開戰鬥，以新教聯盟取得了勝利告終，然皇帝古斯塔夫二世於騎兵衝鋒中中彈而死。
- 1776年：美國獨立戰爭華盛頓堡攻城戰：大不列顛王國軍在白原戰役取勝後，北美英軍總司令威廉·何奧向南包圍駐守在曼哈頓華盛頓堡（英语：Fort Washington (New York)）之3,000名大陸軍；北美英軍副總司令查爾斯·康沃利斯則渡過哈德遜河，追擊率2,000名士兵到華盛頓堡對岸李堡增援的華盛頓，大陸議會也在休會後緊急由費城遷移至巴爾的摩。
- 1797年：腓特烈·威廉三世加冕为普鲁士国王。

### 19世紀
- 1849年：俄罗斯法庭判决費奧多爾·陀思妥耶夫斯基死刑，后改为流放。
- 1871年：美国全国步枪协会于纽约成立。
- 1876年：東京女子師範學校附屬幼兒園（日语：お茶の水女子大学附属幼稚園）正式成立，為日本第一所幼兒園。
- 1885年：加拿大政府判處曾帶領梅蒂人反抗政府的路易·里爾犯下叛國罪，並在曼尼托巴遭到處決。
- 1899年：清朝與法國簽訂廣州灣租界條約。

### 20世紀
- 1904年：約翰·弗萊明发明真空管。
- 1906年：中国湖南省长沙市雅礼中学前身“雅礼大学堂”在长沙西牌楼创立。
- 1907年：奧克拉荷馬州成为美国第46个州。
- 1914年：美国联邦储备银行的12个地方分支正式成立。
- 1920年：澳大利亚的国家航空公司澳洲航空成立。
- 1929年：陈独秀因在中东路事件问题上发出异议被中国共产党开除党籍。
- 1933年：美国和苏联建交。
- 1934年：红二十五军2984人从河南罗山县出发，开始长征。
- 1938年：瑞士巴塞尔诺华公司的化学家霍夫曼首次人工合成迷幻药LSD。
- 1940年：二战：英国空军空袭汉堡，以报复德国空军对考文垂的轰炸。
- 1940年：纳粹大屠杀：纳粹德国将華沙猶太區完全与外界隔离。
- 1943年：二战：美国空袭纳粹德国设在挪威的重水工厂，成功地延缓了德国对原子弹的开发。
- 1944年：为了支援許特根森林戰役中的陆军攻势，盟军空袭迪伦。
- 1945年：冷战：美国军方掳走88名德国科学家，用来协助美国开发火箭技术。
- 1945年：通过教育、科学及文化来促进各国间合作的组织联合国教育科学文化组织在法国巴黎成立。
- 1957年：中國運載火箭技術研究院在北京成立。1960年該研究院仿制的第一枚近程火箭發射成功，拉開了中国運載火箭研制的帷幕。
- 1959年：音樂劇首次在百老匯上演。
- 1965年：探测器金星3號于拜科努尔航天发射场成功发射。
- 1972年：联合国教科文组织通过世界遗产公约。
- 1972年：中华人民共和国與卢森堡建交。
- 1973年：美国总统尼克松签署法案，授权建造连接北冰洋与阿拉斯加湾的输油管道纵贯阿拉斯加管道。
- 1974年：阿雷西博信息于波多黎各发送。
- 1979年：布加勒斯特地铁地铁开始运营。
- 1981年：中國女子排球隊在日本大阪舉行的第三屆世界盃女子排球賽中七戰七捷，首次榮獲世界冠軍。
- 1988年：贝娜齐尔·布托当选巴基斯坦总理。
- 1991年：美国国务卿貝克訪問中國，與中共中央總書記江泽民、中國國家主席杨尚昆等中方領導人會晤。
- 1991年：第一届國際足協女子世界杯于中国广州市举行。
- 1992年：英國薩福克郡霍克森發現羅馬帝國後期最大規模的金銀窖藏，之後交由大英博物館收藏這批寶藏。
- 1993年：俞敏洪创立北京新东方学校。
- 1994年：《聯合國海洋法公約》開始生效。
- 1995年：韓國檢察機關以藏匿巨額政治資金和接受賄賂的罪名逮捕韓國前總統盧泰愚。
- 1995年：京九铁路于定河桥南端成功接轨。
- 1997年：曾在西單民主牆發表大字報的中國異議人士魏京生因健康理由獲得釋放，爾後流亡美國。
- 1997年：日本國家足球隊在1998年世界盃足球賽亞洲區外圍賽附加賽以3比2擊敗伊朗國家足球隊，隊史首次晉級世界盃會內賽。
- 2000年：美国总统克林頓訪問越南。

### 21世紀
- 2002年：中國廣東省診斷出首起嚴重急性呼吸道症候群病例，隨後逐漸擴散至世界各地。
- 2004年：美國國家航空太空總署（NASA）的極音速飛行試驗機X-43A第三次試飛，創下9.8馬赫的大氣層內飛行紀錄。
- 2010年：美国科学家利用美国宇航局的钱德拉X射线望远镜发现地球附近最年轻的黑洞。这个黑洞形成只有30年，是距离地球约5000万光年的M100星系中的超新星SN 1979C的余烬。
- 2018年：國際度量衡大會60個成員國代表一致通過國際單位制基本單位重新定義案，不再將公斤定義為國際公斤原器的質量，改用普朗克常數定義，而安培、克耳文和莫耳也重新定義，使國際單位制七個基本單位都用物理常數定義，並使國際度量衡原器全面退出歷史舞台。
- 2020年：俄羅斯聯邦總統普京批准於蘇丹共和國紅海沿岸蘇丹港建造新的俄羅斯海軍基地，將部屬300位軍事和文職人員。
- 2021年：2021年白俄羅斯－歐盟邊界危機：難民向波蘭邊防衛隊（英语：Border Guard (Poland)）投擲石塊並試圖摧毀白俄羅斯–波蘭邊境臨時關閉的檢查站邊境圍欄，而波蘭邊防衛隊予以水砲及催淚瓦斯回擊，並指責白俄羅斯的國家邊境委員會及單獨活動事件服務部隊幫助他們突擊。
- 2021年：小行星中心公布新的土星衛星並將之命名為S/2019 S 1，土星已知的衛星總數達到83顆。

## 出生
- 前42年：提庇留，羅馬帝國皇帝（37年逝世）
- 1528年：胡安娜三世，纳瓦拉王國女王（1572年逝世）
- 1686年：愛新覺羅胤祥，康熙帝第十三子，怡親王，得世襲罔替的許可，為鐵帽子王（1730年逝世，上諡號為「賢」，配享太廟）
- 1717年：让·勒朗·達朗貝爾，法國物理學家、數學家、天文學家（1783年逝世）
- 1753年：詹姆斯·麦克亨利，美國開國元勛之一，曾任戰爭部長（1816年逝世）
- 1830年：約翰·威爾海姆·范·蘭斯貝格，荷蘭外交官、昆蟲學家，曾任荷屬東印度總督（1903年逝世）
- 1836年：卡拉卡瓦，夏威夷國王（1891年逝世）
- 1840年：查爾斯·愛德華·巴伯，美國鑄幣局雕刻師（1917年逝世）
- 1862年：安德烈斯·赫克托·卡瓦略，巴拉圭政治人物，第15任巴拉圭總統（1934年逝世）
- 1871年：太田政弘，日本政治人物，第14任臺灣總督（1951年逝世）
- 1874年：亞歷山大·高爾察克，俄羅斯軍官、極地探險家，在俄國內戰中作為白軍領導人（1920年逝世）
- 1879年：余清芳，台灣人，1915年西來庵事件領導人（1915年逝世）
- 1892年：郭沫若，中国现代文学家、学者、社会活动家（1978年逝世）
- 1894年：理查德·尼古拉斯·冯·康登霍维-凯勒奇，奥地利日本政治活动家、「欧洲联盟之父」（1972年逝世）
- 1895年：保羅·欣德米特，德國作曲家、理論家、教師、中提琴家、指揮家（1963年逝世）
- 1898年：沃倫·麥卡洛克，美國神經學家（1969年逝世）
- 1907年：布吉斯·梅迪斯，美國演員、製片人（1997年逝世）
- 1909年：屈伯川，中國著名學者、教育家（1997年逝世）
- 1916年：克里斯多福·斯特雷奇，英國計算機科學家（1975年逝世）
- 1922年：若澤·萨拉馬戈，葡萄牙作家，1998年諾貝爾文學獎得主（2010年逝世）
- 1922年：吉恩·阿姆達爾，美國半導體工程師、計算機科學家，阿姆達爾公司創辦人（2015年逝世）
- 1923年：衞藤瀋吉，日本國際政治學者（2007年逝世）
- 1925年：米歇爾·朱維特，法國神經科學家、醫學家（2017年逝世）
- 1927年：乔羽，中國詞作家（2022年逝世）
- 1930年：钦努阿·阿契贝，奈及利亞小說家、詩人、評論家（2013年逝世）
- 1934年：李順載，韓國男演員
- 1936年：顾真安，中國工程師（2022年逝世）
- 1938年：羅伯特·諾齊克，美國哲學家（2002年逝世）
- 1938年：康寧祥，臺灣政治人物
- 1938年：麗芙·烏曼，挪威女演員、作家、導演
- 1943年：何煒晴，香港女演員
- 1945年：宗慶後，中國企業家，娃哈哈集團創始人（2024年逝世）
- 1946年：泰瑞司·麥肯南，美國民族植物學家、神祕主義者（2000年逝世）
- 1946年：乔·乔·怀特 ，美國職業籃球運動員（2018年逝世）
- 1947年：維克托·阿斯馬耶夫，俄羅斯男子馬術運動員（2002年逝世）
- 1948年：阿里·哈恩，荷蘭足球教練
- 1950年：趙樹海，台灣演員
- 1952年：宮本茂，日本電玩遊戲開發者，知名遊戲人物《马力欧》之父
- 1955年：國村隼，日本男演員
- 1955年：埃克托·庫珀，阿根廷足球教練
- 1955年：吉列爾莫·拉索，厄瓜多商人、政治人物，現任厄瓜多總統
- 1956年：查爾斯·L·本內特，美國天體物理學家
- 1956年：拉爾夫·珀西，英國貴族，第十二代諾森伯蘭公爵
- 1958年：嚴歌苓，華裔美國作家
- 1958年：瑪格·海根柏格，美國演員
- 1959年：弗朗西斯·M·費斯米爾，美國急診科醫生（2014年逝世）
- 1962年：馮遠征，中國男演員
- 1964年：德懷特·古登，美國職棒大聯盟退休球員，有K博士、古登博士之稱
- 1964年：戴安娜·克瑞兒，加拿大爵士樂鋼琴手、歌手
- 1964年：瓦萊麗雅·布魯尼-特德斯奇，義大利女演員
- 1965年：藍心湄，台灣女歌手、演員、主持人
- 1968年：蔡雨倫，台灣女歌手
- 1969年：黄華，中國羽毛球運動員
- 1970年：六道神士，日本漫畫家
- 1971年：亞歷山大·波波夫，俄羅斯退役游泳運動員
- 1972年：睦美美里，日本女性人物設計師
- 1972年：柳鎮，韓國男演員
- 1973年：盧淑儀，香港女演員
- 1973年：克里斯蒂安·霍納，英國車手，英菲尼迪紅牛車隊主席
- 1973年：裘德·蒙耶，奈及利亞男子田徑運動員
- 1974年：，英國足球運動員
- 1975年：胡里奥·盧戈，多明尼加職棒大聯盟游擊手（2021年逝世）
- 1975年：内田有紀，日本女演員、歌手
- 1975年：大衛·雷奇，美國導演、演員、特技演員、編劇、製片人、武術指導
- 1976年：梁成恩，香港警察（2001年逝世）
- 1976年：西村博之，日本匿名BBS2ch的創立者
- 1977年：瑪姬·吉倫荷，美國女演員
- 1977年：奥克萨娜·巴尤爾，烏克蘭女子花式溜冰運動員
- 1978年：陳詩欣，台灣女子跆拳道運動員
- 1978年：圣地亚哥·培尼亚，巴拉圭政治人物、經濟學家，現任巴拉圭總統
- 1980年：黃嘉露，加拿大華裔女子自由式摔跤選手
- 1980年：余文正，香港作曲家
- 1981年：姚采穎，台灣模特兒
- 1982年：李志豪，香港足球運動員
- 1982年：阿瑪雷·史陶德邁爾，美國NBA籃球明星
- 1982年：毛加恩，台灣籃球運動員
- 1983年：周士淵，台灣籃球運動員
- 1983年：K，韓國旅日男歌手
- 1983年：布麗塔·斯特芬，德國女子游泳運動員，女子100公尺自由式世界紀錄保持人
- 1983年：曹曦文，中國女演員
- 1983年：大西麻惠，日本女演員
- 1984年：杰瑪·阿特金森，英國模特兒、女演員
- 1985年：西山茉希，日本女演員
- 1985年：王晴蒂，台灣主持人、同步口譯員、單口喜劇演員
- 1985年：阿狄提亞·羅伊·卡潑爾，印度男演員
- 1985年：桑娜·馬林，芬蘭政治人物，現任芬蘭總理
- 1986年：吳沛寧，台灣女演員
- 1986年：紗榮子，日本女演員
- 1988年：羅凱珊，香港模特兒
- 1989年：謝依旻，台灣旅日圍棋女棋手
- 1990年：何紫妍，臺灣女藝人
- 1991年：麥芷誼，香港模特兒、藝人、商人
- 1991年：朴炯植，韓國男子偶像團體ZE:A成員
- 1991年：孫英豪，新加坡男歌手、演員
- 1991年：河西智美，日本歌手、演員
- 1992年：馬塞洛·布羅佐維奇，克羅埃西亞職業足球運動員
- 1993年：皮特·戴維森，美國男演員
- 1995年：周峻緯，中國歌手
- 1995年：崔鍾顯，韓國男子偶像團體TEEN TOP成員
- 1995年：MK，韓國男子偶像團體ONF成員
- 1995年：安德烈-法蘭克·贊博·安古伊薩，喀麥隆職業足球運動員
- 1996年：新田真劍佑，美籍日裔男演員
- 1996年：田中音緒，日本女性聲優
- 1996年：揚·傑林斯基，波蘭職業網球運動員
- 1998年：方振宇，臺灣帕運羽球運動員
- 1998年：人生肥宅x尊，台灣YouTuber
- 2001年：吉迪朋·瑟利維查亞薩瓦，泰國演員、歌手
- 2004年：MAY，韓國女子偶像團體Cherry Bullet成員
- 生年不詳：澤田姬，日本女性聲優

## 逝世
- 897年：顾彦晖，唐朝军阀（生年不详）
- 987年：沈倫，宋朝政治家（909年出生）
- 1093年：蘇格蘭的聖瑪格麗特，苏格兰王后（1045年出生）
- 1240年：伊本·阿拉比，安达卢西亚苏菲派哲学家（1165年出生）
- 1264年：宋理宗赵昀，南宋皇帝（1205年出生）
- 1272年：亨利三世，英格蘭國王（1207年出生）
- 1328年：久明親王，日本鎌倉幕府第8代征夷大将军（1276年出生）
- 1613年：特拉伊亚诺·博卡利尼，意大利作家（1556年出生）
- 1625年：索福尼斯巴·安圭索拉，意大利画家（1532年出生）
- 1632年：古斯塔夫二世·阿道夫，瑞典国王（1594年出生）
- 1724年：傑克·雪柏德，伦敦盗贼（1702年出生）
- 1797年：腓特烈·威廉二世，普鲁士国王（1744年出生）
- 1808年：穆斯塔法四世，奥斯曼帝国第29任苏丹（1779年出生）
- 1831年：卡尔·冯·克劳塞维茨，军事理论家（1781年出生）
- 1836年：克里斯蒂安·亨德里克·珀森，德國真菌學家、植物學家（1761年出生）
- 1854年：胡安·莫拉·斐迪南，哥斯大黎加教師、政治人物，首任哥斯大黎加元首（1784年出生）
- 1885年：路易·里爾，加拿大政治家，西部平原梅蒂人領袖（1844年出生）
- 1902年：萨克森-魏玛-爱森纳赫的爱德华王子，德國貴族、英國陸軍元帥（1823年出生）
- 1930年：田健治郎，日本政治人物，第8任臺灣總督（1855年出生）
- 1934年：愛麗絲·李道爾，《愛麗絲夢遊仙境》的創作原型（1852年出生）
- 1947年：朱塞佩·沃爾庇，義大利商人、政治家（1877年出生）
- 1956年：鳳谷五郎，日本相撲力士，第24代橫綱（1887年出生）
- 1960年：克拉克·盖博，美国电影演员（1901年出生）
- 1969年：蘇桑托·蒂爾托普羅佐，印尼政治人物，曾任印尼代理總理（1900年出生）
- 1972年：菲利普·巴布科克·戈夫，美國詞典編纂者（1902年出生）
- 1973年：艾倫·威爾遜·瓦茨，英國作家（1915年出生）
- 1974年：瓦尔特·迈斯纳，德國工程物理學家（1882年出生）
- 1987年：李志民，中国军事人物（1906年出生）
- 2003年：林振強，香港填詞人、專欄作家、漫畫家（1948年出生）
- 2006年：米爾頓·佛利民，美国经济学家，1976年諾貝爾經濟學獎得主（1912年出生）
- 2010年：王天林，香港導演（1927年出生）
- 2012年：丘永材，香港賽車手（1972年出生）
- 2012年：熊頓，中国漫画家（1982年出生）
- 2014年：釋覺光，前香港佛教聯合會主席（1919年出生）
- 2017年：蕭天讚，前中華民國法務部部長（1934年出生）
- 2017年：鶴弘美，日本女性聲優（1960年出生）
- 2017年：埃里克·迈斯，荷蘭羽毛球運動員（1991年出生）
- 2018年：威廉·戈德曼，美国小说作者（1931年出生）
- 2022年：王文采，中國植物分類學家（1926年出生）
- 2023年：A·S·拜厄特，英國小說家、詩人（1936年出生）

## 节假日和习俗
- 国际宽容日
- ：母親節
- 冰島：語言日
- 爱沙尼亚：宣誓主权日
- 芬兰语：阿尔诺、阿尔内和阿尔尼的命名日。
- 瑞典语：阿尔内的命名日。